# 路客與刀客
《路客與刀客》（英語：From the Highway）是1970年上映的一部香港古裝武俠電影，由張曾澤執導，楊群、胡茵茵及崔福生主演，改編自司馬中原的同名小說。本片拍攝一年多耗資百餘萬，全部外景於台灣拍攝；榮獲1970年第8屆金馬獎優等劇情片、最佳導演及最佳音樂。

## 劇情
民初時代，以鐵葫蘆徐坤（崔福生 飾）為首的盜匪刀客無惡不作，村莊裡的村民人心惶惶。路客賀天（楊群 飾）是一個背負著復仇之願四處流浪的人，他智勇雙全，練就了一番好功夫。一天，賀天來到了安家寨，在熱鬧的集市中他感受到了危機潛伏，原來鐵葫蘆為了攻打防守嚴密的安家寨，已命手下小辨張（孫越 飾）、吕香等假扮成賣藝人混了進來，準備趁機裡應外合拿下安家寨。賀天留了下來，不只是為報私仇，更是為了良民百姓而挺身而出，賀救回了被綁的安家寨主小少爷，與鐵葫蘆展開一場惡戰，決心消滅這群刀客。

## 角色
| 演員   | 角色       | 備註                       |
| 楊群   | 賀天       | 路客                       |
| 胡茵茵 |            |                            |
| 崔福生 | 鐵葫蘆徐坤 | 盜匪刀客                   |
| 宗由   |            |                            |
| 孫越   | 小辮張     | 徐坤之手下，喬裝潛入安家寨 |
| 李虹   |            |                            |
| 韓甦   |            |                            |
| 高飛   |            |                            |
| 紅薇   |            |                            |
| 陶述   |            |                            |
| 李文泰 |            |                            |
| 邵光普 |            |                            |
| 楊奎玉 |            |                            |
| 張小燕 |            |                            |

## 取景
導演張曾澤曾到多個地方尋覓取景地，最終選中了台中后里，在這裡耗費新台幣百餘萬搭建了一座達20,000多呎、全以木材築成的「安家寨」。在電影拍攝期間，演員就在這個安家寨佈景裡生活炊飲，吃大鍋飯。

## 獎項
| 年份 | 頒獎典禮    | 獎項       | 名字     | 結果 |
| ---- | ----------- | ---------- | -------- | ---- |
| 1970 | 第8届金馬獎 | 優等劇情片 | 國泰公司 | 獲獎 |
| 1970 | 第8届金馬獎 | 最佳導演   | 張曾澤   | 獲獎 |
| 1970 | 第8届金馬獎 | 最佳音樂   | 周藍萍   | 獲獎 |

## 外部連結
- 香港影庫上《路客與刀客》的資料（繁體中文）
- 開眼電影網上《路客與刀客》的資料（繁體中文）
- 时光网上《路客與刀客》的資料（简体中文）
- 豆瓣电影上《路客與刀客》的資料 （简体中文）
- AllMovie上《路客與刀客》的资料（英文）
- 互联网电影数据库（IMDb）上《路客與刀客》的资料（英文）